# Presa de Sélingué
La presa de Sélingué se encuentra en el río Sankarani, afluente del río Níger, en la región de Sikasso, a 140 km de Bamako, en Malí, cerca de la frontera con Guinea. El agua embalsada da lugar al lago de Sélingué.
La presa de materiales sueltos tiene 2600 m de longitud y una zona de gravedad con una altura de 23 m, que alimenta una central hidroeléctrica que produce unos 44 MW, unos 247 GW anuales, el 28% de la producción maliense en 2006. Los desaguaderos tienen una capacidad de 3500 m³/s.
Proporciona electricidad a las ciudades de Bamako, Kati, Koulikoro, Segú, Fana, Dioïla, Yanfolila y Kalana. Se puso en servicio en 1980 y se rehabilitó en 1996 y 2001. Es explotada por la compañía Energie du Mali.